# Родинсон, Максим
Максим Родинсон (фр. Maxime Rodinson, 26 января 1915 — 23 мая 2004) — французский марксистский историк, востоковед и социолог, известный тем, что одним из первых на Западе применил марксистский подход для исследования исламского мира и ислама как религии.

## Биография
Родился в бедной польско-русской семье ассимилированных евреев, бежавшей во Францию из Российской империи от погромов. Его родители поддерживали революционное движение, вступили во Французскую коммунистическую партию в 1920 году, подали документы на советское гражданство в 1924 году и погибли в Освенциме в 1943 году. Сам Максим Родинсон был членом ФКП в 1937—1958 годах (исключён за критику сталинизма). Поскольку в 1940 году его отправили во Французский институт в Дамаске, он избежал гибели во время Холокоста.
С 1948 года заведовал отделом исламской литературы в Национальной библиотеке Франции. Специалист по восточным языкам, с 1959 года был профессором классического эфиопского языка в Практической школе высших исследований. Во время Шестидневной войны 1967 года выступил в поддержку независимого Палестинского государства.

## Идеи
В своих исследованиях Родинсон опровергал устоявшиеся стереотипы: с одной стороны, что ислам — тормоз для развития капитализма, с другой — широко распространенное среди мусульман убеждение, что ислам является источником равноправия. Подчеркивал, что и исламский мир подчиняется единым экономическим и социальным закономерностям, одинаковым для всех государств. В своей первой книге, посвящённой биографии пророка Мухаммеда, рассматривал его деятельность в контексте социальных отношений того времени и пришёл к выводу, что мусульманская религия стала ответом на имущественное расслоение в Мекке.
Считается автором термина «исламофашизм», который употреблял для обозначения исламистской диктатуры в Иране после 1979 года.

## Основные работы
- «Мухаммед» (1960)
- «Ислам и капитализм» (1966)